# St. Clair von Gemmingen-Steinegg
St. Clair von Gemmingen-Steinegg (* 1. April 1863 in Mannheim; † 26. April 1951 in Gernsbach) entstammte der Linie Hagenschieß der Freiherren von Gemmingen. Sie übernahm mit Burg Steinegg einen verfallenen Familiensitz, den sie unter großen persönlichen finanziellen Opfern wiederaufzubauen begann und dessen heutige Nutzung als evangelisches Jugendfreizeitheim sie in die Wege leitete.

## Leben
Sie war die Tochter des großherzoglich badischen Leutnants Julius von Gemmingen-Steinegg (1838–1912) und dessen erster Frau St. Clair von Struve (1842–1863), die kurz nach der Geburt der Tochter verstorben war und nach der sie ihren Vornamen erhielt. Der Vater bewirtschaftete das Gut Watthalden bei Ettlingen, gab dieses jedoch nach dem Tode seines Vaters auf und zog nach seiner zweiten Heirat mit Sophie Gräfin zu Castell-Rüdenhausen nach Gernsbach, wo er bereits 1872 das ehemalige Amtsgerichtsgebäude für St. Clair erworben hatte. Sie lebte bis zu ihrem Tod in jenem Gebäude, hat es aber bereits 1919 unter Einräumung eines lebenslangen Wohnrechts im Obergeschoss wieder verkauft. Heute dient es wieder dem Amtsgericht.
Bereits der Vater engagierte sich in zahlreichen Einrichtungen der evangelischen Fürsorge und war u. a. an der Gründung des Evangelischen Mädchenheims in Gernsbach beteiligt. Die hochmusikalische St. Clair erfuhr eine christliche Erziehung und führte das Werk des Vaters fort. Von ihm übernahm sie auch die Begeisterung für die Ruine Steinegg, einen alten Sitz der Familie, der nach 1839 aufgegeben und verkauft worden war.
Sie übernahm die Ruine von einem anderen Familienzweig, der sie 1840 zurückgekauft hatte und ließ die ältesten Teile (die hintere Mauer und den Haspelturm) unter großen finanziellen Opfern ab 1928 wieder aufbauen. Nachdem auch der Bergfried wieder aufgebaut worden war, gründete sich 1933 der Steinegg-Bund, der nicht nur den Zusammenhalt unter den Nachkommen von St. Clairs Urgroßvater Reichsfreiherr Julius von Gemmingen-Steinegg (1774–1842) festigen sollte, sondern sich auch der Unterstützung des evangelischen Lebens in den ehemals gemmingenschen Besitztümern im Hagenschieß widmete.
Die Burg Steinegg kam durch Erbbaurechtsvertrag 1961 an die Evangelische Kirchengemeinde Pforzheim, die die Burg weiter rekonstruierte und sie zur Jugendburg ausbaute.